# Ireneo Amantillo
Ireneo Alisla Amantillo (ur. 10 grudnia 1934 w Alimodian, zm. 11 października 2018 w Cebu City) – filipiński duchowny rzymskokatolicki, w latach 1978–2001 biskup Tandag.

## Życiorys
Święcenia kapłańskie przyjął 16 grudnia 1962. 2 stycznia 1976 został prekonizowany biskupem pomocniczym Cagayan de Oro ze stolicą tytularną Girus. Sakrę biskupią otrzymał 15 marca 1976. 6 września 1978 mianowany został biskupem Tandag. 18 października 2001 przeszedł na emeryturę.
Zmarł 11 października 2018.